# Markus Schuler
Markus Schuler (Löffingen, 1 augustus 1977) is een Duitse voetballer (verdediger) die sinds 2004 voor de Duitse eersteklasser Arminia Bielefeld uitkomt. Voordien speelde hij onder andere bij FSV Mainz 05 en Hannover 96.

## Carrière
- FC Löffingen (jeugd)
- FC Neustadt (jeugd)
- FV Donaueschingen (jeugd)
- 1998-2000: SC Fortuna Köln
- 2000-2002: FSV Mainz 05
- 2002-2004: Hannover 96
- 2004- nu : Arminia Bielefeld

1 Ortega ·
2 Pieper ·
3 Ramos ·
4 Nilsson ·
5 Laursen ·
7 Castro ·
8 Schöpf ·
9 Klos  ·
10 Lasme ·
11 Okugawa ·
13 Kapino ·
15 De Medina ·
16 Kunze ·
17 İnce ·
18 Krüger ·
19 Prietl ·
20 Wimmer ·
21 Hack ·
23 Serra ·
24 Bello ·
27 Brunner ·
30 Andrade ·
34 Linnér ·
35 Schulz ·
37 Tsjerny ·
39 Vasiliadis ·
Coach: Kostmann